# Уичито (округ, Канзас)
Уи́чито (англ. Wichita County; стандартное обозначение WH) — округ в штате Канзас, США. Официально образован 24 декабря 1886 года. По состоянию на 2010 год, численность населения составляла 2 234 человека.

## География
По данным Бюро переписи США, общая площадь округа равняется 1 862,212 км2, из которых 1 862,212 км2 суша и 0,052 км2 или 0,000 % это водоёмы.

## Население
По данным переписи населения 2000 года в округе проживает 2 531 жителей в составе 967 домашних хозяйств и 723 семей. Плотность населения составляет 1,00 человек на км2. На территории округа насчитывается 1 119 жилых строений, при плотности застройки около 1,00-го строения на км2. Расовый состав населения: белые — 86,25 %, афроамериканцы — 0,08 %, коренные американцы (индейцы) — 0,71 %, азиаты — 0,08 %, гавайцы — 0,00 %, представители других рас — 10,51 %, представители двух или более рас — 2,37 %. Испаноязычные составляли 18,41 % населения независимо от расы.
В составе 35,10 % из общего числа домашних хозяйств проживают дети в возрасте до 18 лет, 65,30 % домашних хозяйств представляют собой супружеские пары проживающие вместе, 5,80 % домашних хозяйств представляют собой одиноких женщин без супруга, 25,20 % домашних хозяйств не имеют отношения к семьям, 23,70 % домашних хозяйств состоят из одного человека, 10,00 % домашних хозяйств состоят из престарелых (65 лет и старше), проживающих в одиночестве. Средний размер домашнего хозяйства составляет 2,59 человека, и средний размер семьи 3,07 человека.
Возрастной состав округа: 28,70 % моложе 18 лет, 7,30 % от 18 до 24, 25,70 % от 25 до 44, 22,30 % от 45 до 64 и 22,30 % от 65 и старше. Средний возраст жителя округа 37 лет. На каждые 100 женщин приходится 104,40 мужчин. На каждые 100 женщин старше 18 лет приходится 102,60 мужчин.
Средний доход на домохозяйство в округе составлял 33 462 USD, на семью — 41 034 USD. Среднестатистический заработок мужчины был 27 523 USD против 18 807 USD для женщины. Доход на душу населения составлял 16 720 USD. Около 11,20 % семей и 14,80 % общего населения находились ниже черты бедности, в том числе — 23,20 % молодежи (тех, кому ещё не исполнилось 18 лет) и 4,70 % тех, кому было уже больше 65 лет.